# 瑪麗亞·本特松
瑪麗亞·本特松（瑞典語：Maria Bengtsson，1964年3月5日—），是來自瑞典的已退役羽球運動員。
瑪麗亞·本特松在世界羽球錦標賽上獲得兩枚銀牌，一枚是在1985年與斯特凡·卡爾森搭檔的混合雙打，另一枚在1991年與克莉斯汀·梅紐森搭檔的女子雙打中獲得。她在1989年的賽事上也獲得女子雙打銅牌，搭檔為克莉斯汀·梅紐森。
她參加了1992年夏季奧運會羽球比賽女子單打和女子雙打。在女子雙打的四分之一決賽中，她與卡翠娜·本特松輸給了中國的關渭貞和農群華，比數為4-15、9-15。

## 外部連結
- 瑪麗亞·本特松在世界羽球聯盟的登錄資料